# Anaspis meridionalis
Anaspis meridionalis es una especie de coleóptero de la familia Scraptiidae.

## Distribución geográfica
Habita en Adén (Yemen).